# إيلين ستيوارت
إيلين ستيوارت (بالإنجليزية: Ellen Stewart)‏ هي رائدة ومخرجة أمريكية، ولدت في 7 نوفمبر 1919 في شيكاغو في الولايات المتحدة، وتوفيت في 13 يناير 2011 في نيويورك في الولايات المتحدة بسبب مرض قلبي وعائي.

## وصلات خارجية
- إيلين ستيوارت على موقع IMDb (الإنجليزية)
- إيلين ستيوارت على موقع الموسوعة البريطانية (الإنجليزية)
- إيلين ستيوارت على موقع قاعدة بيانات برودواي على الإنترنت (الإنجليزية)